# Juninho (football, 1982)
Pour les articles homonymes, voir Juninho (homonymie).
Osvaldo José Martins Júnior, plus communément appelé Juninho est un footballeur brésilien né le 7 juillet 1982.